# 창원신월고등학교
창원신월고등학교(昌原新月高等學校)는 대한민국 경상남도 창원시 성산구 신월동에 있는 공립 고등학교이다.

## 학교 연혁
- 2003년 3월 1일 : 창원신월고등학교 개교
- 2003년 3월 6일 : 제1회 입학식(352명)
- 2006년 2월 8일 : 제1회 졸업식(337명)
- 2021년 9월 1일 : 제8대 오길환 교장 취임
- 2022년 12월 21일 : 제18회 졸업식(졸업생 206명, 총 졸업생 5,909명)
- 2023년 3월 2일 : 제21회 입학식(196명)

## 참고 자료
- 창원신월고등학교 - 한국교육학술정보원 학교알리미